# Сендехас, Алекс
Алехандро Сендехас Сааведра (англ. и исп. Alejandro "Alex" Zendejas Saavedra; род. 7 февраля 1998, Сьюдад-Хуарес, Чиуауа) — американский и мексиканский футболист, полузащитник клуба «Америка» и сборной США.

## Клубная карьера
Сендехас присоединился к академии клуба MLS «Даллас» в 2012 году. 1 октября 2014 года «Даллас» подписал с Сендехасом контракт по правилу доморощенного игрока, вступающий в силу в сезоне 2015. Его профессиональный дебют состоялся 1 мая 2015 года в матче против «Хьюстон Динамо», в котором он вышел на замену в конце второго тайма вместо Фабиана Кастильо.
Летом 2016 года Алехандро перешёл в мексиканскую «Гвадалахару». 7 августа в матче против «Керетаро» он дебютировал в мексиканской Примере, заменив во втором тайме Исаака Брисуэлу. В 2017 году Алекс помог клубу выиграть чемпионат.
25 июня 2020 года Сендехас перешёл в «Некаксу».
17 января 2022 года Сендехас перешёл в «Америку» за 3 млн долларов.

## Международная карьера
В 2015 году в составе сборной США до 17 лет Алекс принял участие в юношеском чемпионате мира в Чили. На турнире он сыграл в матчах против команд Нигерии, Хорватии и Чили.
За сборную Мексики Сендехас дебютировал 27 октября 2021 года в товарищеском матче со сборной Эквадора.
В ноябре 2022 года Сендехас заявил о намерении выступать за сборную США. 18 января 2023 года Сендехас был вызван в ежегодный январский тренировочный лагерь американской сборной, завершавшийся товарищескими матчами со сборными Сербии и Колумбии. За звёздно-полосатую дружину он дебютировал в матче с сербами 25 января. 24 марта в матче Лиги наций КОНКАКАФ 2022/23 против сборной Гренады он забил свой первый гол за сборную США. Сендехас был включён в состав сборной США на Золотой кубок КОНКАКАФ 2023.

## Достижения
Командные
«Гвадалахара»
- Чемпион Мексики: клаусура 2017
- Обладатель Суперкубка Мексики: 2016
- Обладатель Кубка Мексики: клаусура 2017

сборная США
- Победитель Лиги наций КОНКАКАФ: 2022/23[20]